# Мордехай Ардон
Мордехай Ардон (ім'я при народженні — Макс (Мордхе Еліезер) Бронштейн; івр. מרדכי ארדון; 13 липня 1896, Тухув, Галичина, Австро-Угорщина — 18 червня 1992, Єрусалим) — ізраїльський художник.

## Життя та творчість
М. Бронштейн народився у віруючій єврейській родині, на території нинішньої Польщі. У 1921—1825 роках він навчається в школі Баухауса в Дессау, де його викладачами були, крім інших, Пауль Клее, Василь Кандинський, Ліонель Фейнінгер і Йоганнес Іттен. Особливо сильним виявився вплив на роботи М.Ардона творчість П.Клее. У 1926 році М. Ардон надходить в мюнхенську Академію мистецтв і під керівництвом Макса Дьорнер знайомиться з технікою малюнка старих майстрів. Особливо художник перебував під враженням живопису Рембрандта і Ель Греко.
У 1933 році, після приходу в Німеччині до влади НСДАП, М. Ардон емігрує в британську Палестину. Тут він викладає в заснованої в 1906 році Школі мистецтв Бецалель (нині — Академія мистецтв і дизайну Бецалель). Одним з його учнів був Яаков Агам, один з основоположників кінетичного мистецтва. У 1959 році М. Ардон бере участь у міжнародній виставці сучасного мистецтва documenta II в Касселі. У 1963 році йому присуджується Державна премія Ізраїлю.
Художній стиль М. Ардона цікавий перш за все тим, що на своїх картинах він намагається спростувати тезу про несумісність сучасного абстрактного мистецтва з технікою «старих майстрів». Використовувані їм знання і майстерність, отримані при вивченні класичного живопису, надають творам М.Ардона глибину і багатство зображуваних форм. М. Ардон був прихильником ідей «чистого мистецтва», що знаходиться поза громадських і політичних впливів. Свої твори він закликав судити по чисто художніми якостями — композиції, кольоровості і внутрішньому впливу на глядача.
Будь-які символічні, літературні або інші елементи, що підсилюють цей вплив, художник відкидав. У той же час він не міг повністю слідувати своїм же «внеполитическим» правилам, виступаючи в своїх роботах (зокрема, в 8 великоформатних триптиха 1955—1988) в першу чергу проти жахів війни і проявів соціальної несправедливості. У 2014 році його картина «Пробудження» (1969) була продана на Sotheby's за 821 000 доларів.